# Tetrakontan
Tetrakontan (CH3(CH2)38CH3) (sumární vzorec C40H82) je uhlovodík patřící mezi alkany, má 40 uhlíkových atomů v molekule.